# Bayern-Landshut

Gemeinsames Wappen der Herzöge von Bayern (und der Kurpfalz)

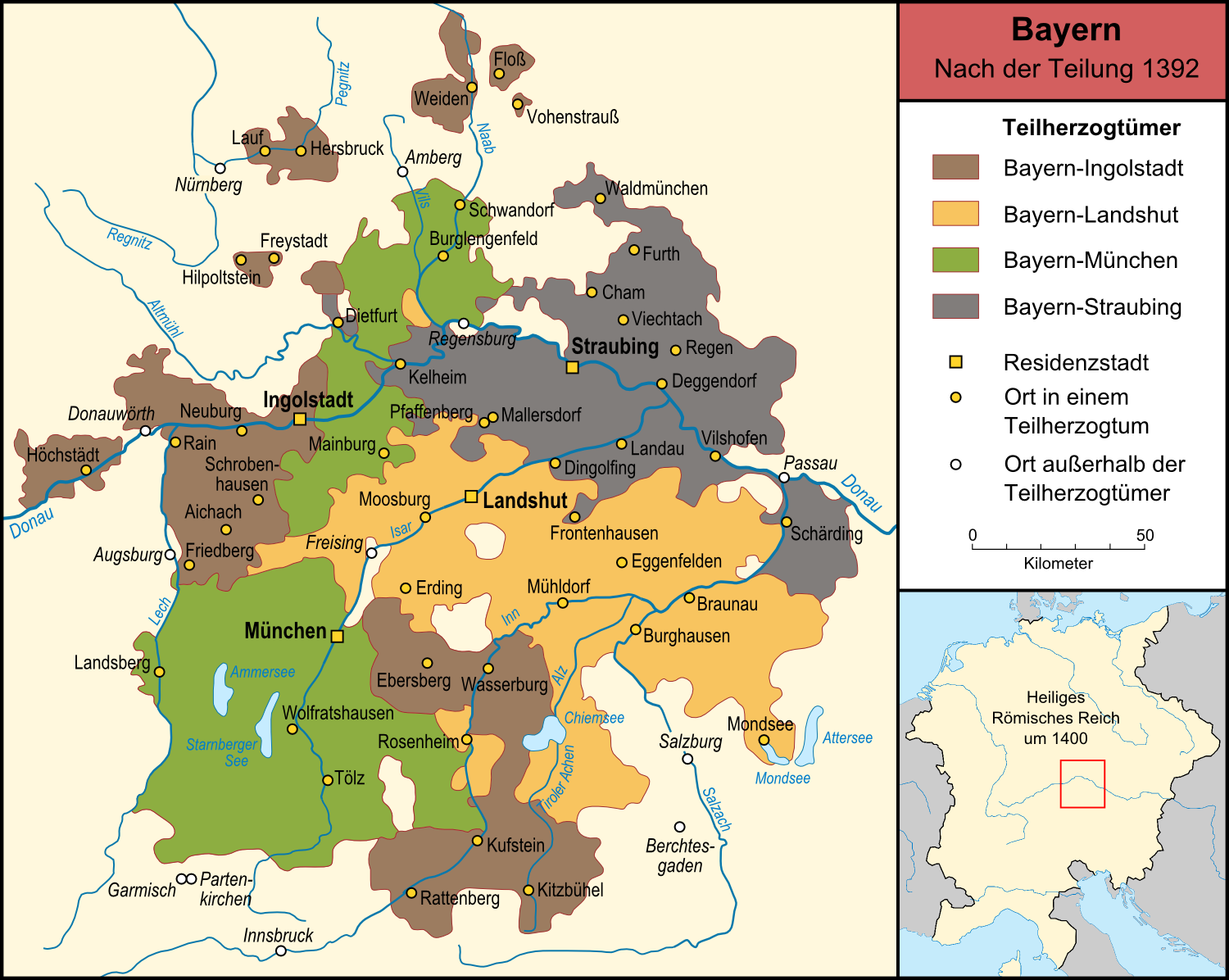
Die vier bayerischen Teilherzogtümer nach der Landesteilung von 1392 (Bayern-Landshut gelb)

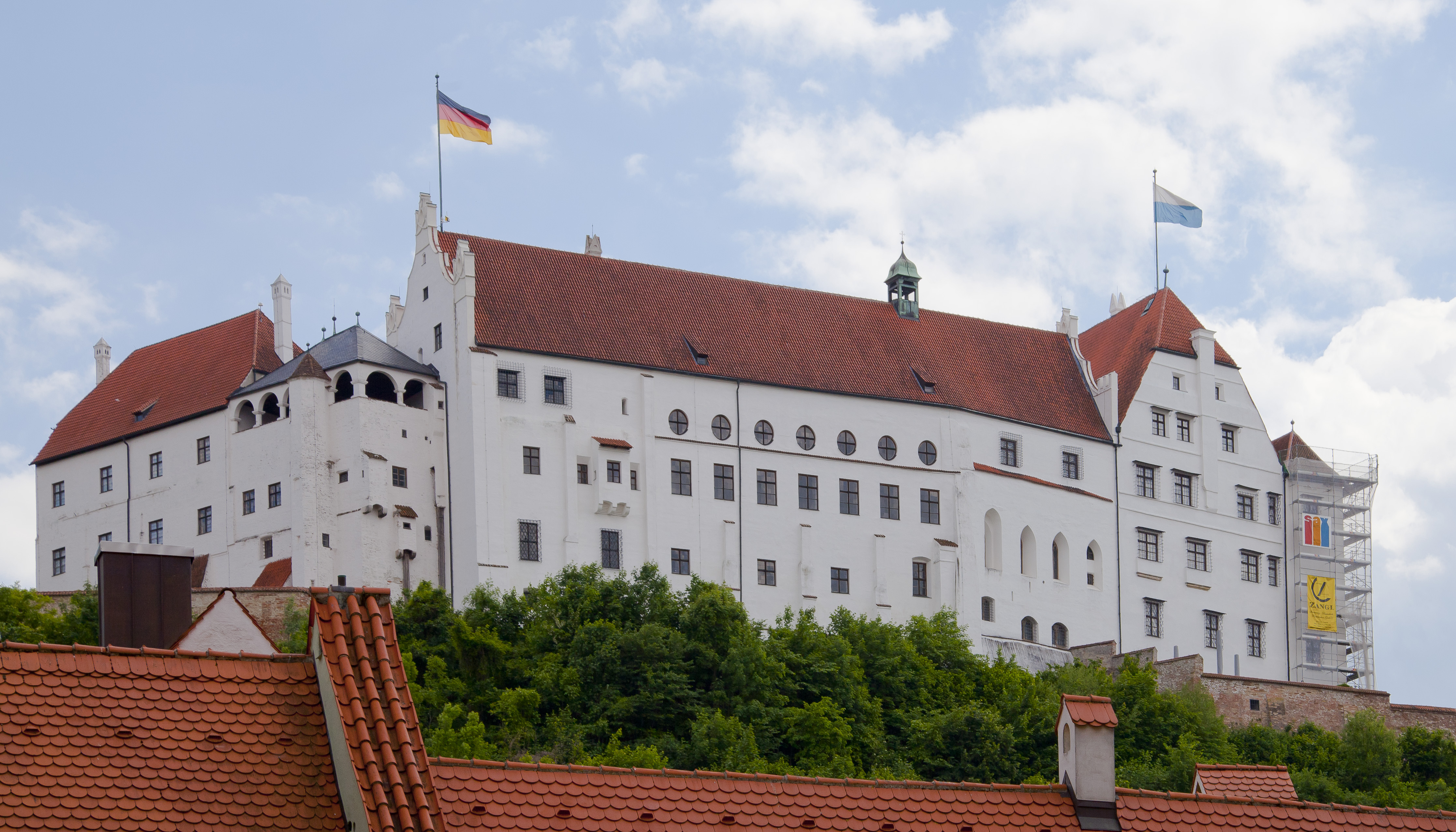
Burg Trausnitz in Landshut

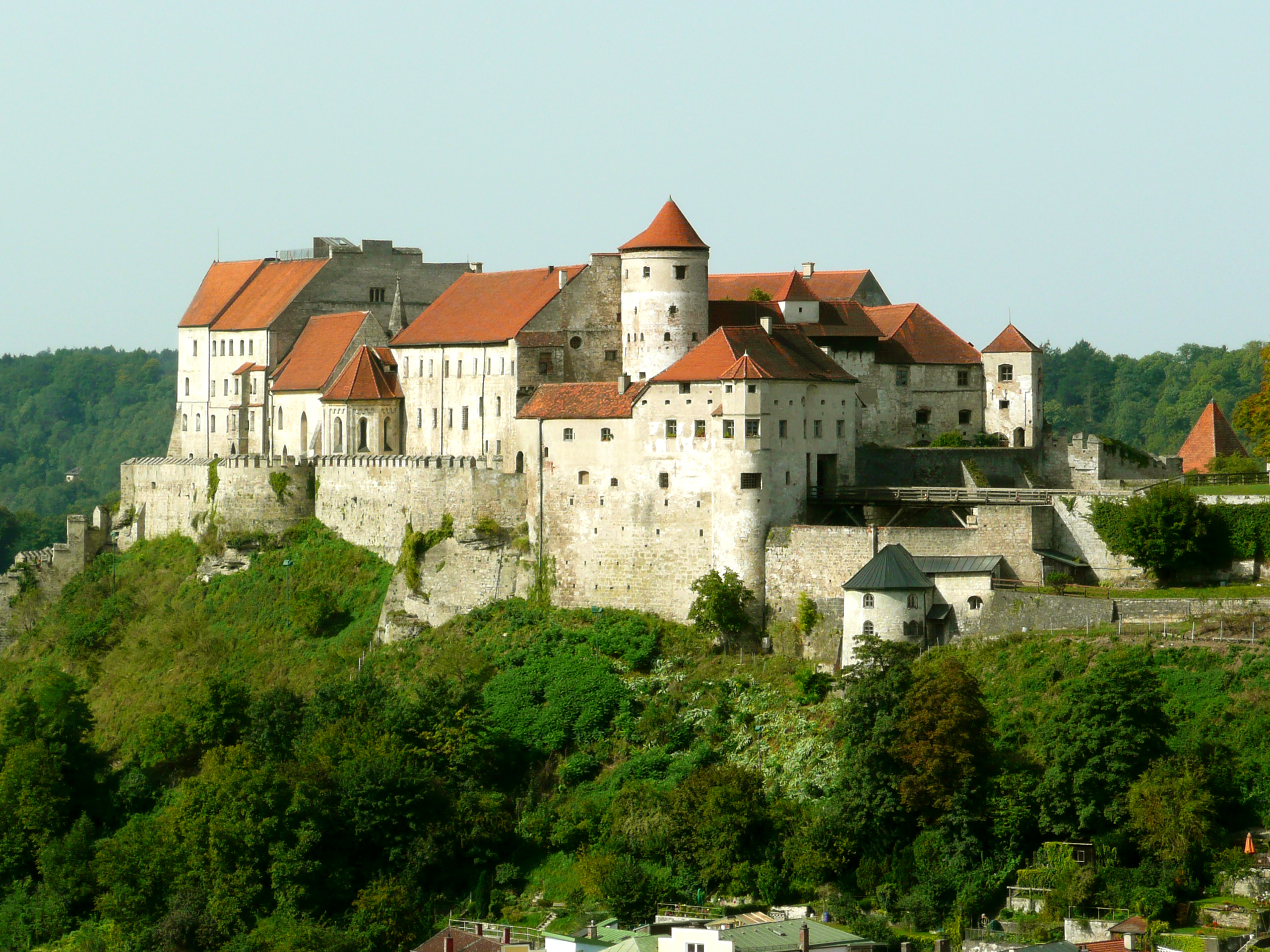
Burg zu Burghausen

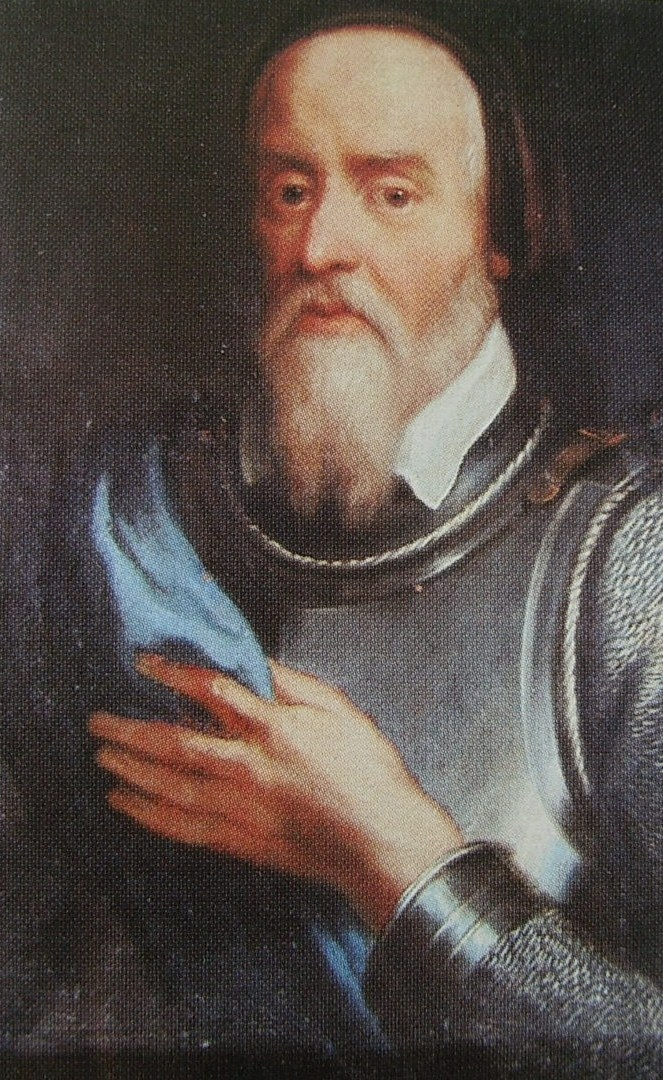
Herzog Ludwig IX. von Bayern-Landshut

Das wittelsbachische Teilherzogtum Bayern-Landshut (zeitgenössisch: Baiern-Landshut) bestand von 1353 bis 1503. Es entstand infolge der Erbteilungen nach dem Tod Kaiser Ludwigs des Bayern und wird häufig nach einem seiner Vorgänger auch als Herzogtum Niederbayern bezeichnet. Es fiel nach dem Landshuter Erbfolgekrieg (1503–1505) an Bayern-München und Pfalz-Neuburg. Neben der Hauptstadt Landshut war Burghausen die zweite wichtige Herzogsresidenz.

## Politische Geschichte

### Bayern-Landshut (1353–1392)
Der römisch-deutsche Kaiser Ludwig der Bayer hatte sechs Söhne, die nach seinem Tod 1347 das väterliche Erbe zunächst gemeinsam verwalteten. Bereits zwei Jahre später kam es jedoch im Landsberger Vertrag zu einer ersten Erbteilung. Oberbayern, Brandenburg und Tirol fielen an Ludwig V. den Brandenburger und dessen jüngere Brüder Ludwig VI. und Otto V., während Stephan II. mit seinen Brüdern Wilhelm I. und Albrecht I. Niederbayern und die Niederlande erhielt. Das niederbayerische Herzogtum wurde vier Jahre später im Regensburger Vertrag erneut aufgeteilt. Stephan II. erhielt den Süden Niederbayerns mit der Hauptstadt Landshut und begründete damit das Herzogtum Bayern-Landshut. Wilhelm I. und Albrecht I. erhielten die niederländischen Grafschaften und das „Straubinger Ländchen“.
Als 1363 Herzog Meinhard starb, erhielt Stephan II. auch Oberbayern. Er marschierte in Tirol ein, musste aber im Frieden von Schärding 1369 darauf verzichten, jedoch nicht ohne die Gerichte Kufstein, Kitzbühel und Rattenberg wieder an Bayern gebracht zu haben. Durch seinen Streit mit seinem Halbbruder Ludwig VI., der ebenfalls Ansprüche auf Oberbayern angemeldet hatte, ging den Wittelsbachern 1373 auch Brandenburg verloren, da der erboste Ludwig Kaiser Karl IV. als Erben eingesetzt hatte. Dabei fielen jedoch nordgauische Gebiete an Bayern zurück.
Als Stephan II. zwei Jahre später starb, wurde das von ihm beherrschte Gebiet zunächst von seinen drei Söhnen Johann II., Stephan III. und Friedrich sowie Otto V. gemeinsam regiert. Nach Ottos Tod und Streitigkeiten zwischen den Brüdern kam es 1392 erneut zu einer Erbteilung: Johann II. erhielt das Teilherzogtum Bayern-München, Stephan III. bekam Bayern-Ingolstadt und Friedrich übernahm die Regierung des nun verkleinerten Herzogtums Bayern-Landshut.

### Bayern-Landshut (1392–1503)
Friedrich, genannt der Weise, war einer der wichtigsten Berater König Wenzels des Faulen und galt als aussichtsreichster Kandidat für dessen Nachfolge. Er starb jedoch bereits 1393. Sein siebenjähriger Sohn Heinrich XVI. wurde sein Nachfolger. Heinrich, genannt der Reiche, konnte die Macht seines Herzogtums erheblich ausweiten. Er unterdrückte Unruhen in der Landshuter Bürgerschaft und kämpfte erfolgreich gegen seinen Vetter Ludwig VII. von Bayern-Ingolstadt. 1429 erhielt er im Preßburger Schiedsspruch einen Teil des Herzogtums Straubing-Holland und 1447 überließ ihm Albrecht III. von Bayern-München fast das ganze Teilherzogtum Bayern-Ingolstadt. Als Heinrich XVI. 1450 starb, hinterließ er seinem Sohn Ludwig IX. ein gefestigtes und stark vergrößertes Herzogtum.
Ludwig IX. trug wie sein Vater den Beinamen „der Reiche“. Er besiegte Albrecht Achilles von Brandenburg-Ansbach 1462 im Bayerischen Krieg in der Schlacht bei Giengen und kämpfte auch gegen Kaiser Friedrich III., mit dem er 1463 den Frieden von Prag schloss. Die glanzvolle Landshuter Hochzeit im Jahr 1475, bei der sein Sohn Georg die polnische Prinzessin Hedwig ehelichte, war einer der Höhepunkte seiner Regierungszeit. Ludwig IX. vertrieb allerdings auch konvertierungsunwillige Juden aus dem Herzogtum. Sein Sohn folgte ihm 1479 nach. Georg, der ebenfalls „der Reiche“ genannt wurde, war einer der wichtigsten Unterstützer König Maximilians I. Entgegen dem Hausvertrag von Pavia, der eine gegenseitige Erbfolge beim Fehlen von männlichen Nachkommen vorsah, vererbte Georg am 19. September 1496 sein Herzogtum testamentarisch an seine Tochter Elisabeth, die 1499 Ruprecht von der Pfalz heiratete. Bei seinem Tod im Dezember 1503 führte dies zum Landshuter Erbfolgekrieg, der die Geschichte des Herzogtums Bayern-Landshut beendete.

### Landshuter Erbfolgekrieg (1503–1505)
Um Georgs Nachfolge entbrannte nun der Landshuter Erbfolgekrieg, den erst der Schiedsspruch des römisch-deutschen Königs Maximilian I. am 30. Juli 1505 auf dem Reichstag zu Köln beendete. Das ehemalige Herzogtum Bayern-Landshut wurde zwischen Bayern-München und dem neugeschaffenen Herzogtum Pfalz-Neuburg aufgeteilt, auch die Reichsstadt Nürnberg erlangte einige Gebiete. Der größte Teil, darunter die beiden ehemaligen Residenzen Burg Trausnitz und Burghausen, fiel an Albrecht IV. von Bayern-München. König Maximilian I. nutzte die Gelegenheit und übernahm nun Kufstein, Rattenberg und Kitzbühel. Diese Gebiete gehören seitdem zu Tirol, wenngleich dort bis in die Neuzeit das bayerische Landrecht und das bayerische Montanrecht weiter Bestand hatten. Auch das Mondseeland ging damals an die Habsburger verloren.
Das letzte Mitglied der Linie Bayern-Landshut starb mit Margarete von Bayern im Jahr 1531. Mit Ludwig X., einem jüngeren Sohn Albrechts IV., residierte ab 14. Oktober 1514 bis zu seinem Tod 1545 zum letzten Mal ein regierender Wittelsbacher in Landshut, wenn er auch nur über die Rentämter Landshut und Straubing herrschte. Nach dem Tod Ludwigs wurde das Primogeniturgesetz von 1506 umgesetzt. Danach blieb Bayern ungeteilt.

## Herzöge von Bayern-Landshut
| Name          | Regierungszeit | Abstammung          |
| ------------- | --- | ------------------- |
| Stephan II.   | 1347–1349 Herzog von Bayern, 1349–1353 Herzog von Niederbayern, 1353–1375 Herzog von Bayern-Landshut, 1363–1375 Herzog von Oberbayern | Sohn Ludwigs IV.    |
| Otto V.       | 1347–1349 Herzog von Bayern, 1349–1351 Herzog von Oberbayern, 1373–1379 Herzog von Bayern-Landshut                                    | Sohn Ludwigs IV.    |
| Friedrich     | 1375–1392 Herzog von Bayern mit Zuständigkeit für Bayern-Landshut, 1392–1393 Herzog von Bayern-Landshut                               | Sohn Stephans II.   |
| Heinrich XVI. | 1393–1450 Herzog von Bayern-Landshut, bis 1404 unter Vormundschaft                                                                    | Sohn Friedrichs     |
| Ludwig IX.    | 1450–1479 Herzog von Bayern-Landshut                                                                                                  | Sohn Heinrichs XVI. |
| Georg         | 1479–1503 Herzog von Bayern-Landshut                                                                                                  | Sohn Ludwigs IX.    |

## Zeitleiste
Die Herzöge von Bayern-München sind blau, die von Bayern-Ingolstadt grün, die von Bayern-Landshut gelb und die von Straubing-Holland rot dargestellt.

## Filme
- Bernhard Graf: Der Turm voller Gulden. Die Reichen Herzöge von Baiern-Landshut. Dokumentation, Bayerischer Rundfunk 2003.